# Mooreland (Indiana)
Mooreland – miasto w Stanach Zjednoczonych, w stanie Indiana, w hrabstwie Henry.